# Тонавонда (Њујорк)
Тонавонда (енгл. Tonawanda) град је у америчкој савезној држави Њујорк. По попису становништва из 2010. у њему је живело 15.130 становника.

## Демографија
Према попису становништва из 2010. у граду је живело 15.130 становника, што је 1.006 (6,2%) становника мање него 2000. године.
| Група             | 2000.          | 2010.          |
| Белци             | 15.726 (97,5%) | 14.402 (95,2%) |
| Афроамериканци    | 67 (0,4%)      | 138 (0,9%)     |
| Азијати           | 63 (0,4%)      | 89 (0,6%)      |
| Хиспаноамериканци | 144 (0,9%)     | 310 (2,0%)     |
| Укупно            | 16.136         | 15.130         |